# Oedemera sichuana
Oedemera sichuana es una especie de coleóptero de la familia Oedemeridae.

## Distribución geográfica
Habita en Sichuan (China).